# Max Landa
Max Landa, nato Max Landau (Minsk, 24 aprile 1873 – Bled, 9 novembre 1933), è stato un attore e produttore cinematografico austriaco del cinema muto.

## Biografia
Nacque da famiglia ebraica nel 1873 a Minsk, nell'odierna Bielorussia che, all'epoca, faceva parte dell'impero russo. Debuttò a teatro nel 1899, lavorando per varie compagnie di giro, prima a Hannover, poi al Deutsches Theater di Berlino, quindi a Breslavia, come primo attore e direttore del teatro estivo. Recitò ancora a Berlino, in diversi teatri, tra cui il Lessing-Theater, per approdare poi al cinema.
Iniziò la sua carriera cinematografica nel 1911. Nel 1913, ebbe il ruolo di protagonista maschile in Die Suffragette, dove era il partner della famosa attrice danese Asta Nielsen, la sua "scopritrice". Il regista Urban Gad - che era sposato con la Nielsen - diresse Landa in altri sei film interpretati dalla moglie. In seguito, notato dal produttore Joe May, Landa venne messo sotto contratto per una serie di detective story, nel ruolo dell'investigatore Joe-Deebs, protagonista della serie.
Un altro importante regista con il quale lavorò Landa, fu Ewald André Dupont. Insieme, girarono una dozzina di pellicole tra il 1918 e il 1919. L'attore tornò a lavorare al fianco di Asta Nielsen ancora nel 1921, in un ruolo di supporto nel film Die Geliebte Roswolskys. Nello stesso anno, aveva interpretato il ruolo del principe Rodolfo in Kaiserin Elisabeth von Österreich, una biografia sull'imperatrice austriaca.
Dal 1921 fino all'avvento del sonoro, l'attore lavorò anche come produttore indipendente. Nel 1928, girò il suo ultimo film.
Alla salita al potere del nazionalsocialismo, Landa e la moglie, l'attrice Margot Walter, andarono via dalla Germania. In esilio, senza lavoro, l'attore si tolse la vita il 9 novembre 1933 a Bled.

## Filmografia
- Die Suffragette, regia di Urban Gad (1913)
- Engelein, regia di Urban Gad (1914)
- Zapatas Bande, regia di Urban Gad (1914)
- Stuart Webbs: Die geheimnisvolle Villa, regia di Joe May (1914)
- Stuart Webbs: Der Mann im Keller, regia di Joe May (1914)
- Das Feuer, regia di Urban Gad (1914)
- Das Gesetz der Mine, regia di Joe May (1915)
- Die Schwestern, regia di Willy Zeyn (1915)
- La parte più difficile (Sein schwierigster Fall), regia di Joe May (1915)
- Der Geheimsekretär, regia di Joe May (1915)
- Die ewige Nacht, regia di Urban Gad (1916)
- Die Gespensteruhr
- Engeleins Hochzeit, regia di Urban Gad (1916)
- Nebel und Sonne, regia di Joe May (1916)
- Ein Blatt Papier, regia di Joe May (1916)
- Professor Erichsons Rivale, regia di Louis Neher (1916)
- Die weißen Rosen, regia di Urban Gad (1916)
- Aschenbrödel, regia di Urban Gad (1916)
- Fliegende Schatten
- La sposa circassa (Die Kaukasierin), regia di Uwe Jens Krafft e Joe May (1917)
- Der Onyxknopf
- Das Klima von Vancourt
- Sein bester Freund, regia di Uwe Jens Krafft (1918)
- Europa postlagernd
- Mitternacht
- Der Teufel
- Die Japanerin, regia di Ewald André Dupont (1919)
- Die Apachen
- Die Maske
- Die Spione, regia di Ewald André Dupont (1919)
- Das Derby - Ein Detektivroman auf dem grünen Rasen
- Das Geheimnis des Amerika-Docks
- Das Grand Hotel Babylon
- Die Banditen von Asnières
- Moriturus
- Das Chamäleon
- Der Würger der Welt
- Der Passagier von Nr. 7
- Das Experiment des Prof. Mithrany
- Die Geliebte Roswolskys, regia di Felix Basch (1921)
- Kaiserin Elisabeth von Österreich, regia di Rolf Raffé (1921)
- Die schwarze Schachdame
- Der politische Teppich
- Die Tragödie einer Frau
- Ein Weihnachtsfilm für Große
- Der Flug um den Erdball, 1. Teil - Paris bis Ceylon
- Der Flug um den Erdball, 2. Teil - Indien, Europa
- Soll man heiraten?
- Die Frau ohne Geld
- Heiratsannoncen
- Warum sich scheiden lassen?
- Trude, die Sechzehnjährige
- Die leichte Isabell
- Gefährdete Mädchen, regia di Hans-Otto Löwenstein (1928)
- Der Henker
- Anastasia, die falsche Zarentochter

### Produttore
- Die schwarze Schachdame